# Cena Michala Velíška
Cena Michala Velíška je udělována Nadací ADRA a TV Nova pravidelně od roku 2006 neprofesionálům, kteří se ocitli nečekaně v hraniční situaci a bez ohledu na následky pro ně samotné zachránili někomu zdraví nebo život. Smyslem ceny je takové lidi hledat a zviditelňovat jejich postoje slušnosti, odvahy a statečnosti. 
Podnětem ke vzniku tohoto ocenění se stalo jednání Michala Velíška v roce 2005.

## Specifika Ceny Michala Velíška
Od ostatních podobných ocenění udělovaných v České republice se tato cena liší tím, že na ni mohou být veřejností celoročně nominováni neprofesionálové prostřednictvím formuláře na www.nadace-adra.cz. [zdroj?]

## Hlavní cena – skleněný anděl

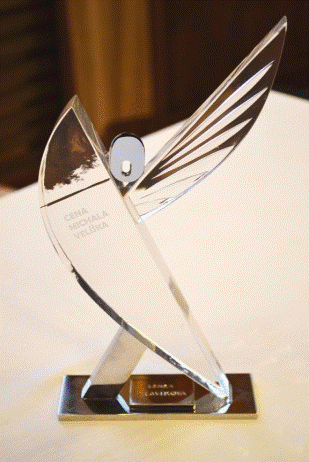
Skleněný anděl - ocenění pro vítěze Ceny Michala Velíška

Veřejnost internetovým hlasováním rozhoduje, kdo z nominovaných obdrží hlavní cenu – skleněného anděla. Jeho autorkou je pražská výtvarnice a designérka Lenka Súkupová. Jedná se o kombinovanou plastiku anděla cca 25 cm vysokou. Skleněnou část vyrábí sklárna Rückl Crystal. Spodní větší matová část s nápisem Cena Michala Velíška znázorňuje náš každodenní „Život“. Křišťálově lesklý horní menší půlkruh vyjadřuje „Čistotu duše“ – novou životní šanci oběti a zároveň ojedinělost činu pomoci. Skleněné části propojuje kovový prvek – hlava s otevřenými ústy představující „Křik“ – symbol volání o pomoc oběti či bolest pozůstalých. Na kovovém podstavci je jméno laureáta s příslušným rokem.
Slavnostní vyhlášení jména nositele a předání hlavní ceny probíhá pod patronací paní Ivy Velíškové a pod záštitou primátora hlavního města Prahy každoročně na počátku prosince.

## Historie
Bezprostředně po smrti Michala Velíška 13. 9. 2005 Nadace ADRA iniciovala vyhlašování Ceny Michala Velíška. V říjnu 2006 zorganizovala pod záštitou primátora hl. města Prahy v Senátu Parlamentu ČR slavnostní vyhlášení nositele 1. ročníku této ceny. Vedle Magistrátu hlavního města Prahy se do projektu zapojily TV Nova, Česká televize, Televize Prima a Radiožurnál. 

## Laureáti Ceny Michala Velíška
- 2006: Aleš Babinski (32 let) za obranu zdravotního personálu v karvinské porodnici při napadení skupinou násilníků.
- 2007: Roman Ferenci  (14 let) za záchranu čtyřletého chlapce zpod jezu rozvodněné řeky.
- 2008: Filip Korostenski (30 let) za záchranu těhotné ženy, která ztratila vědomí za volantem svého vozu.
- 2009: Pavel Staňa (19 let) a Petr Fišer (22 let) za záchranu cyklisty, který téměř vykrvácel, když jej na železničním přejezdu srazil vlak.
- 2010: Manželé Lucie a Michal Kučerovi (30 let) za to, že se s holýma rukama postavili bývalému partnerovi jejich tety, který ji chtěl ubodat.
- 2011: Martin Spiridonov (12 let) za záchranu své rodiny z hořícího domu.
- 2012: Lenka Slavíková (38 let) za záchranu školních dětí před únosem a napadením.
- 2013: Lukáš Voborník (22 let), Petr Uchytil (39 let) a Jiří Němec (35 let) za záchranu ženy s batoletem z hořícího auta.
- 2014: Petr Vejvoda (16 let) za obranu spolužačky ve škole, kterou napadla duševně nemocná žena. Cena udělena in memoriam.
- 2015: Jiří Nesázal (24 let) za záchranu lidí před střelcem při útoku v Uherském Brodě.
- 2016: Jan Dryák (50 let) z Prahy, který se zastal řidiče autobusu MHD proti trojici agresorů.[1]
- 2017: Darina Nešporová (41 let), učitelka z mateřské školy v Olomouci, za záchranu dětí na přechodu pro chodce.[2]
- 2018: Daniel Vepřek (53 let) za záchranu řidiče z potápějícího se auta nedaleko Bystřice na Benešovsku.
- 2019: Ladislav Bezděk (61 let), při obraně brutálně napadené ženy v Praze - Stodůlkách byl těžce pobodán.
- 2020: Petr Marák (45 let) za záchranu topícího se malého chlapce ze septiku.
- 2021: Václav Parlásek (17 let) za záchranu života těžce zraněnému motorkáři, který po nehodě přišel o nohu.
- 2022: Petr Jirout (48 let) za záchranu batolete z řeky.
- 2023: David Studnica (37 let) za záchranu lidí z hořícího domu

## Hrdinové mezi námi
Nadace ADRA iniciovala v roce 2007 dlouhodobý projekt „Hrdinové mezi námi“, jehož každoroční součástí jsou semináře a různé doprovodné akce pro veřejnost. Vyvrcholením projektu je slavnostní vyhlášení jména nositele Ceny Michala Velíška pro daný rok. 
Seminář je každoročně veden PhDr. Bohumilou Bašteckou, PhD. (klinická psycholožka s praxí v sociálních službách, která se věnuje oblasti psychosociální krizové pomoci po katastrofách, supervize, standardů kvality a jiných sociálních a zdravotních problémů.) Seminář je určen pro odbornou i laickou veřejnost a je vhodný i pro studenty 4. ročníků středních škol a studenty vysokých škol.

### Téma seminářů
- 2007: Odvaha bránit druhé
- 2008: Jak se rodí hrdina
- 2009: Namísto práva zlo
- 2010: Odvaha na každý den
- 2011: Odvaha vytrvat
- 2012: Odvaha svědčit
- 2013: Odvaha soudit
- 2014: Jak čelit nejednoznačnosti (školy a násilná smrt)
- 2015: Odvaha odpustit